# وامنان
وامنان روستایی از توابع بخش چشمه‌ساران شهرستان آزادشهر در استان گلستان ایران است.

## جمعیت
این روستا در دهستان چشمه‌ساران قرار دارد و براساس سرشماری مرکز آمار ایران در سال ۱۳۸۵، جمعیت آن ۱۶۴۷ نفر (۳۶۸ خانوار) بوده‌است.